# Celý večer rock and roll
Celý večer rock and roll je čtvrté hudební album české rockové skupiny Brutus.

## Seznam skladeb
1. Pojď tančit - píseň ptačí 1:29
2. Pojď sem bejby 3:31
3. Město a rock and roll 2:02
4. Milá má 4:11
5. Celý večer rock and roll 4:12
6. Hej bejby dej mi svou lásku 3:27
7. Když váháš je to chyba 3:07
8. Ona řekla ne 6:23
9. Pojď tančit 3:44
10. Máš pěkný kalhoty 2:23
11. Ještě kousek 3:13
12. Hospody hospody a restaurace 3:30
13. Řekla že se stydí 4:43
14. Mně je to jedno 2:26
15. Ty seš holka špatná 3:22
16. Kdy se na to domluvíme 5:01